# Győrvár
Győrvár ist eine ungarische Gemeinde im Kreis Vasvár im Komitat Vas.

## Lage
Győrvár liegt sieben Kilometer südlich der Kreisstadt Vasvár an dem Fluss Sárvíz. Nachbargemeinden sind Hegyhátszentpéter, Gősfa und Pácsony.

## Sehenswürdigkeiten
- Römisch-katholische Kirche Árpád-házi Szent Erzsébet, erbaut 1782 im spätbarocken Stil
- Ádám-Béri-Balogh-Statue, erschaffen von György Hadnagy
- Christus-Statue, erschaffen 1941 von János Blázovics
- Denkmal zur Schlacht von Győrvár
- Skulptur zur Legende von König Boda, erschaffen 1977 von Imre Szántó
- Szent-Vendel-Statue, erschaffen 1806 von József Zitterbarth
- Birkás Pálinkahaus und -festival (Birkás pálinkaház és fesztivál)

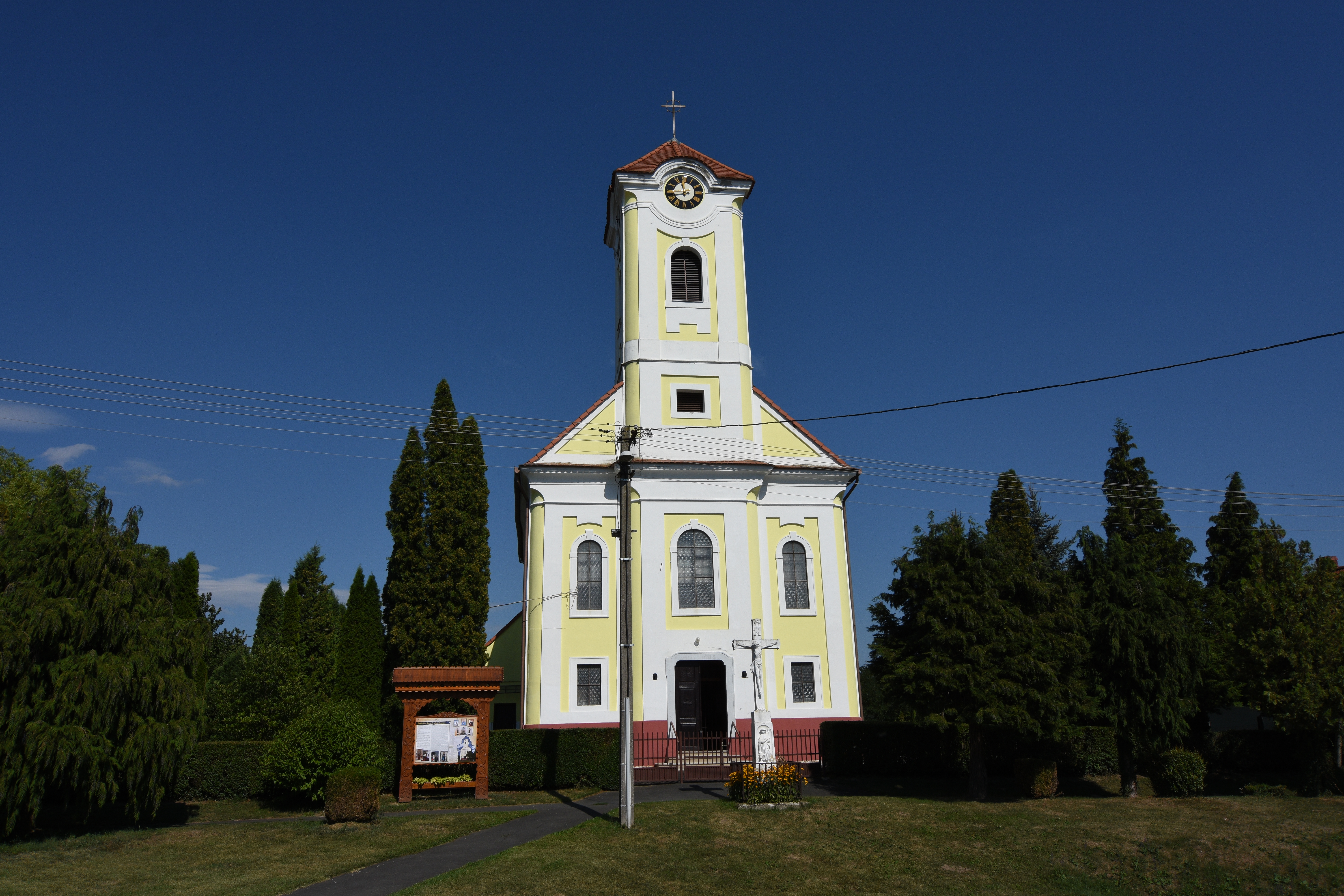
Römisch-katholische Kirche Árpád-házi Szent Erzsébet
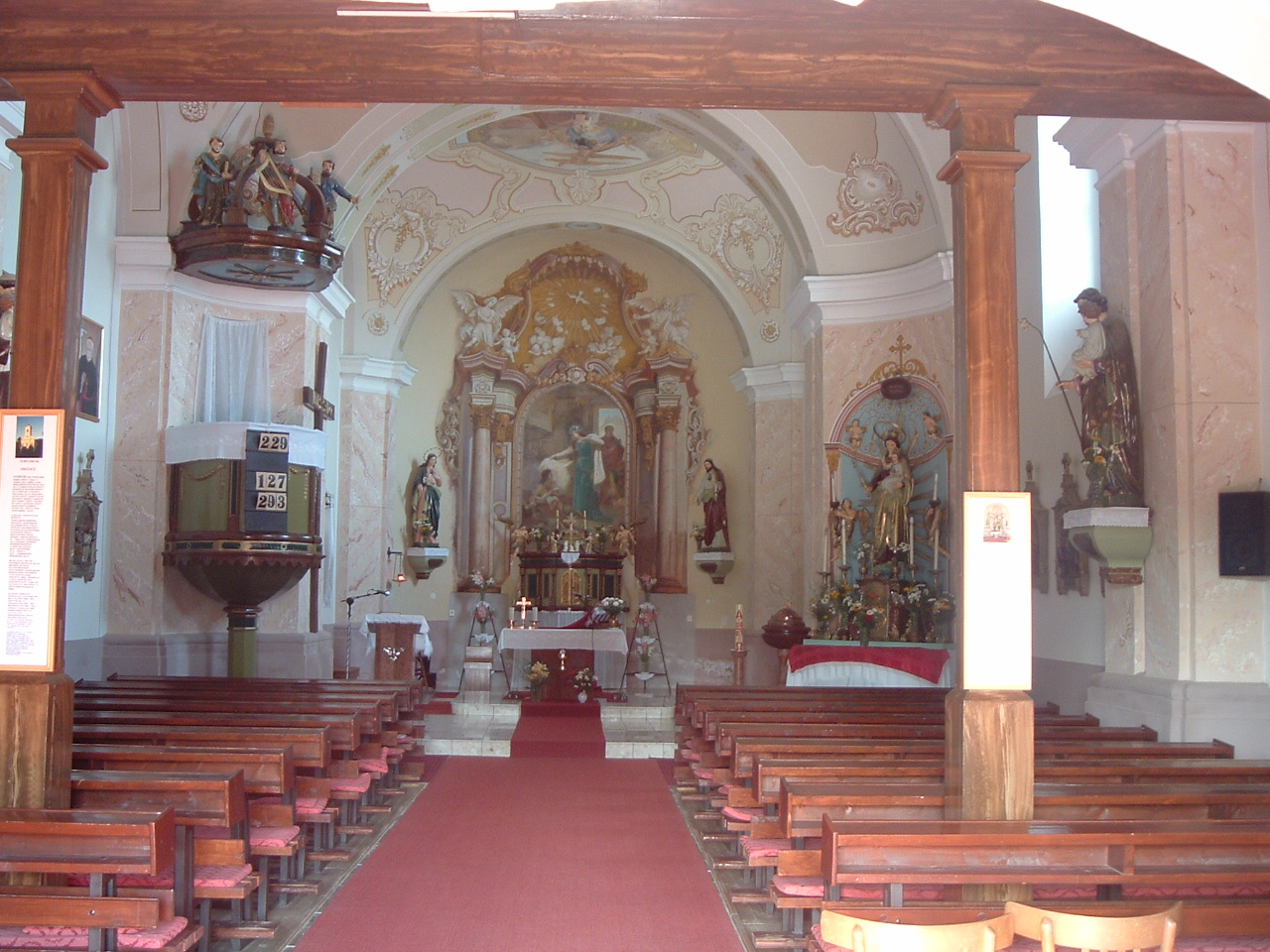
Innenraum der Kirche
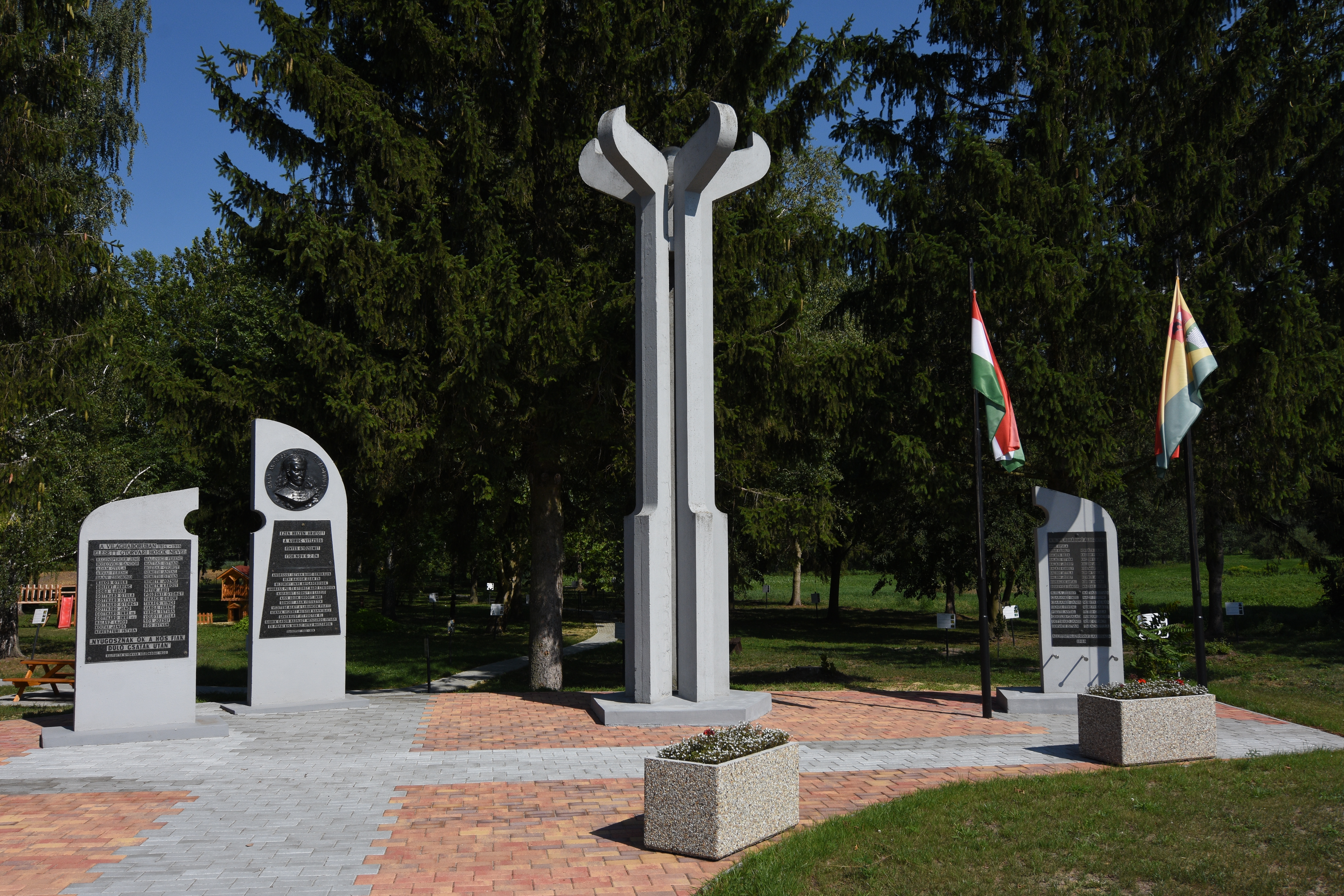
Denkmal zur Schlacht von Győrvár

## Verkehr
Győrvár liegt an der Bahnstrecke Szombathely–Nagykanizsa. Westlich des Ortes verläuft die Hauptstraße Nr. 74. Es bestehen Busverbindungen über Vasvár nach Szombathely sowie nach Zalaegerszeg.